# Antagonist (Pharmakologie)

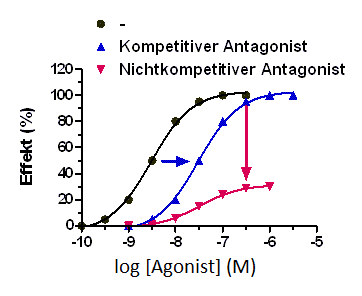
Kompetitive und nichtkompetitive Hemmung des Effekts eines Agonisten. Charakteristisch ist eine parallele Rechtsverschiebung der Konzentrations-Wirkungs-Kurve eines Agonisten durch einen kompetitiven Antagonisten, während nichtkompetitive Antagonisten meist zu einer Reduktion des Maximaleffekts führen.

Ein Antagonist (von altgriechisch ἀνταγωνιστής antagōnistēs, deutsch ‚Nebenbuhler, Feind [im Krieg, vor Gericht]‘) ist in der Pharmakologie eine Substanz, die einen Agonisten in seiner Wirkung hemmt, ohne selbst eine pharmazeutisch bedeutsame Wirkung auszulösen. Entsprechende Agonisten können zum Beispiel Hormone oder Neurotransmitter sein. Wirkstoffe, welche die Wirkung eines anderen erhöhen, nennt man Synergisten.

## Arten von Antagonisten
Gemäß ihrer Wirkweise werden Antagonisten anhand ihrer Kompetitivität unterschieden:
- Bei einem kompetitiven Antagonisten kann der Antagonist durch höhere Agonistenkonzentrationen entsprechend dem Massenwirkungsgesetz wieder verdrängt werden.
- Ein nichtkompetitiver Antagonismus kann vorliegen, wenn der Antagonist nicht an der Bindungsstelle des Agonisten an einem Rezeptor bindet, sondern an einer anderen „allosterischen“ Position. Antagonisten, die eine irreversible Bindung mit dem Rezeptor eingehen, wie etwa mit Alkylantien, führen ebenso zu einem nicht-kompetitiven Antagonismus.

Gelegentlich werden auch inverse Agonisten und allosterische Modulatoren als Antagonisten bezeichnet. Partialagonisten besitzen neben ihrer partiellen agonistischen Wirkung ebenfalls eine antagonistische Wirkkomponente, das heißt, sie können eine Hemmung der Wirkung eines vollen Agonisten verursachen.

## Potenz
Die Potenz eines Antagonisten kann als Antagonistenkonzentration angegeben werden, zum Beispiel in Form der mittleren inhibitorischen Konzentration (IC50), die zu einer halbmaximalen Hemmung des durch einen Agonisten ausgelösten Effekts führt, oder charakteristischer mit Hilfe des Schild-Plots als pA2-Wert. Die Affinität eines Antagonisten zum Rezeptor (pKi oder pKB) ist ebenfalls ein gutes Maß seiner Potenz.